# リチャード・スターンズ
リチャード・エドウィン・スターンズ（Richard Edwin Stearns, 1936年7月5日 - ）は、アメリカ合衆国の計算機科学者。1993年、ユリス・ハルトマニスと共に「計算複雑性理論の分野を確立した独創的な論文に対して」チューリング賞を受賞した。1994年、Association for Computing Machinery (ACM) のフェローに選ばれた。
1961年、プリンストン大学にてハロルド・W・クーンの指導で博士号を得た。2006年現在、ニューヨーク州立大学オールバニ校計算機科学科の名誉教授を務めている。